# Alvimar Eustáquio de Oliveira
Alvimar Eustáquio de Oliveira, mais conhecido como Mazinho (Belo Horizonte, 20 de fevereiro de 1948) é um treinador e ex-futebolista brasileiro que atuava como centroavante.
Mazinho é tio do ex-zagueiro Cléber, conhecido como "Clebão".

## Carreira

### Jogador
Mazinho começou sua carreira no Paulista de Jundiaí, onde ganhou destaque no Campeonato Paulista de 1970.
No segundo semestre de 1971, seu passe foi negociado com o Santos, onde disputou muito bem o Campeonato Brasileiro de 1971, fez 33 jogos e marcou 9 gols.
Em 1972, chegou ao Grêmio, contratado por 150 mil cruzeiros e o passe de Alcindo. Estreou em 11 de fevereiro, em amistoso contra o Newell's Old Boys, no estádio Olímpico. No clube, se destacou nos dois primeiros anos, mas foi preterido pelo técnico Daltro Menezes, que preferia o atacante Laírton. Ficou no clube até julho de 1974, onde atuou em 124 partidas e marcou 33 gols.
Em 1974, Mazinho atuou no Fluminense por empréstimo.
Em fevereiro de 1975, recebeu uma proposta do Santa Cruz. Em agosto do mesmo ano, foi acusado de doping em uma partida pelo Campeonato Pernambucano diante do América e recebeu com uma suspensão preventiva de 60 dias. No Campeonato Brasileiro de 1975, Mazinho atravessava um grande momento, quando sofreu uma grave contusão, onde teve que passar por cirurgia. Ficou conhecido na época como "O Deus de Ébano".
Em 1978, Mazinho foi negociado com o Bahia.
Em 1979, estava na Ferroviária de Araraquara, onde encerrou a carreira como jogador e iniciou a de técnico.

### Treinador
Mazinho foi treinador do Ituano-SP, do Radium de Mococa-SP, do Jaboticabal-SP, do Jalesense-SP, do Mogi Mirim-SP, da Caldense-MG, do Tupã-SP, do Confiança-SE, do Corinthians de Alagoas e dos juniores da Ponte Preta.
Mazinho já trabalhou também como auxiliar técnico de Carlos Alberto Silva no Palmeiras, Cruzeiro e Sport Recife.
Em abril de 2005, assumiu a divisão de juniores do Brasiliense.